# سیارک ۲۵۴۶۴
سیارک ۲۵۴۶۴ (به انگلیسی: 25464 Maxrabinovich، نامگذاری:1999XA24) بیست و پنج هزار و چهارصد و شصت و چهارمین سیارک کشف شده‌است که در ۶ دسامبر ۱۹۹۹ کشف شد.
قدر مطلق سیارک برابر ۱۵.۵ است.